# رقت احساسات

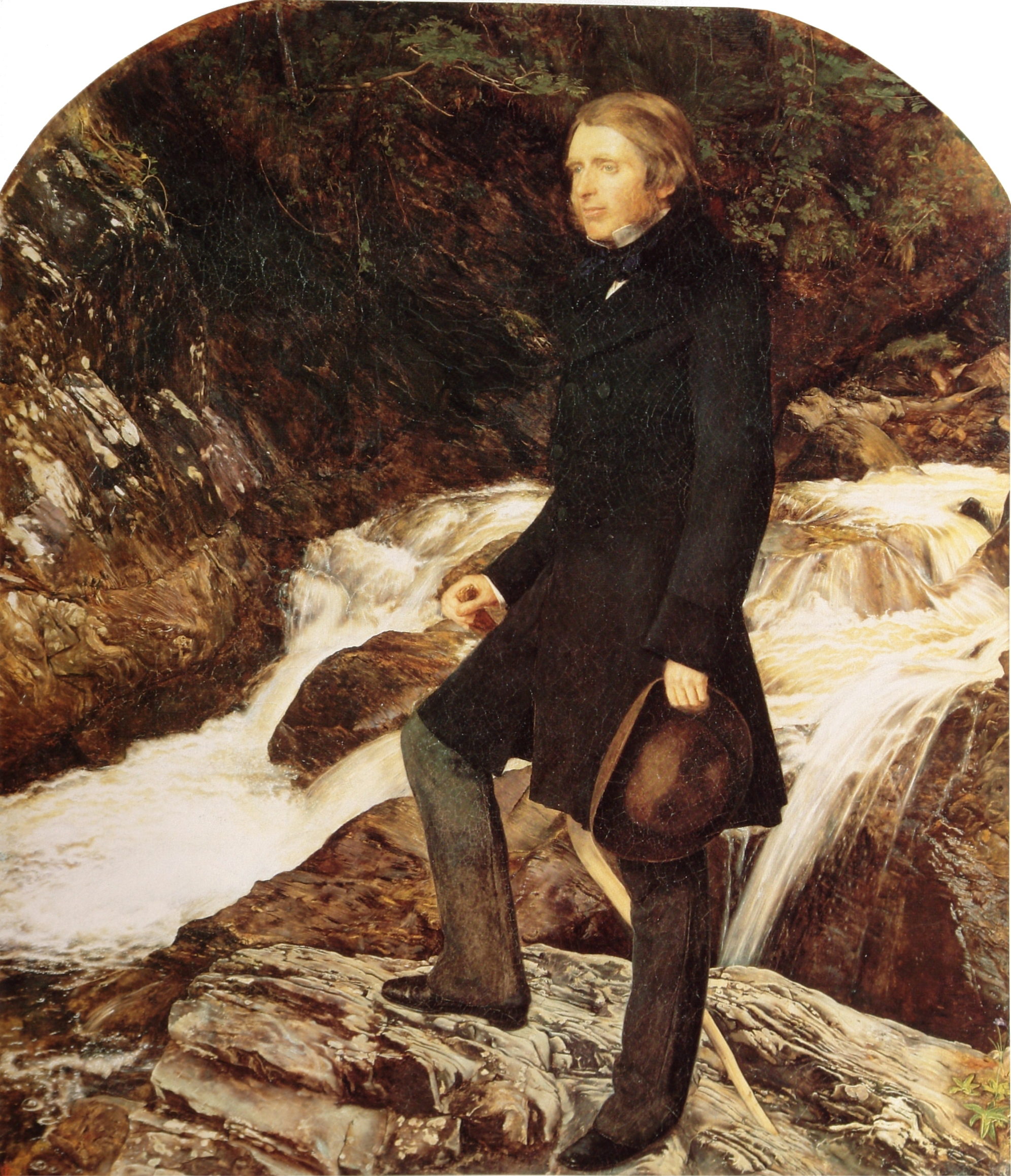
جان راسکین در Glenfinlas، اسکاتلند (۱۸۵۳–۱۸۵۴)، نوشته جان اورت میلایس.

عبارت رقت احساسات (pathetic fallacy) اصطلاحی ادبی برای نسبت دادن عواطف و رفتار انسان به چیزهایی است که در طبیعت یافت می‌شوند که انسانی نیستند.

## توصیف‌های شاعرانه
شخصیت پردازی که در توصیف‌های شاعرانه رخ می‌دهد، مانند: وقتی ابرها عبوس به نظر می‌رسند، وقتی برگ‌ها می‌رقصند، یا وقتی سنگ‌ها بی‌تفاوت به نظر می‌رسند. جان راسکین ، منتقد فرهنگی بریتانیایی، این اصطلاح را در جلد ۳ اثر خود، نقاشان مدرن (۱۸۵۶) ابداع کرد.

## تاریخچه عبارت
راسکین اصطلاح رقت احساسات (pathetic fallacy) را برای حمله به احساساتی که در شعر اواخر قرن هجدهم رایج بود و در میان شاعرانی از جمله برنز، بلیک، وردزورث، شلی و کیتس شایع بود، مطرح کرد. وی به‌عنوان یک منتقد، تأثیر گذار بود و به اصلاح بیان شاعرانه کمک کرد.
به اعتقاد راسکین، نویسنده وقتی احساسات انسانی را به موجودات غیر ذیروح نسبت می‌دهد دچار رقت احساسات می‌شود وی این عبارت را به‌طور تحقیر آمیز به کار می‌برد زیرا به گفتهٔ او در اینجا «جلوهٔ حقیقی اشیاء» مورد نظر نیست و غالباً جلوهٔ خارق‌العاده یا کاذب آنها هنگامی که تحت تأثیر احساسات یا توهمی ذهنی هستیم در نظر است.